# Kavalerovói járás

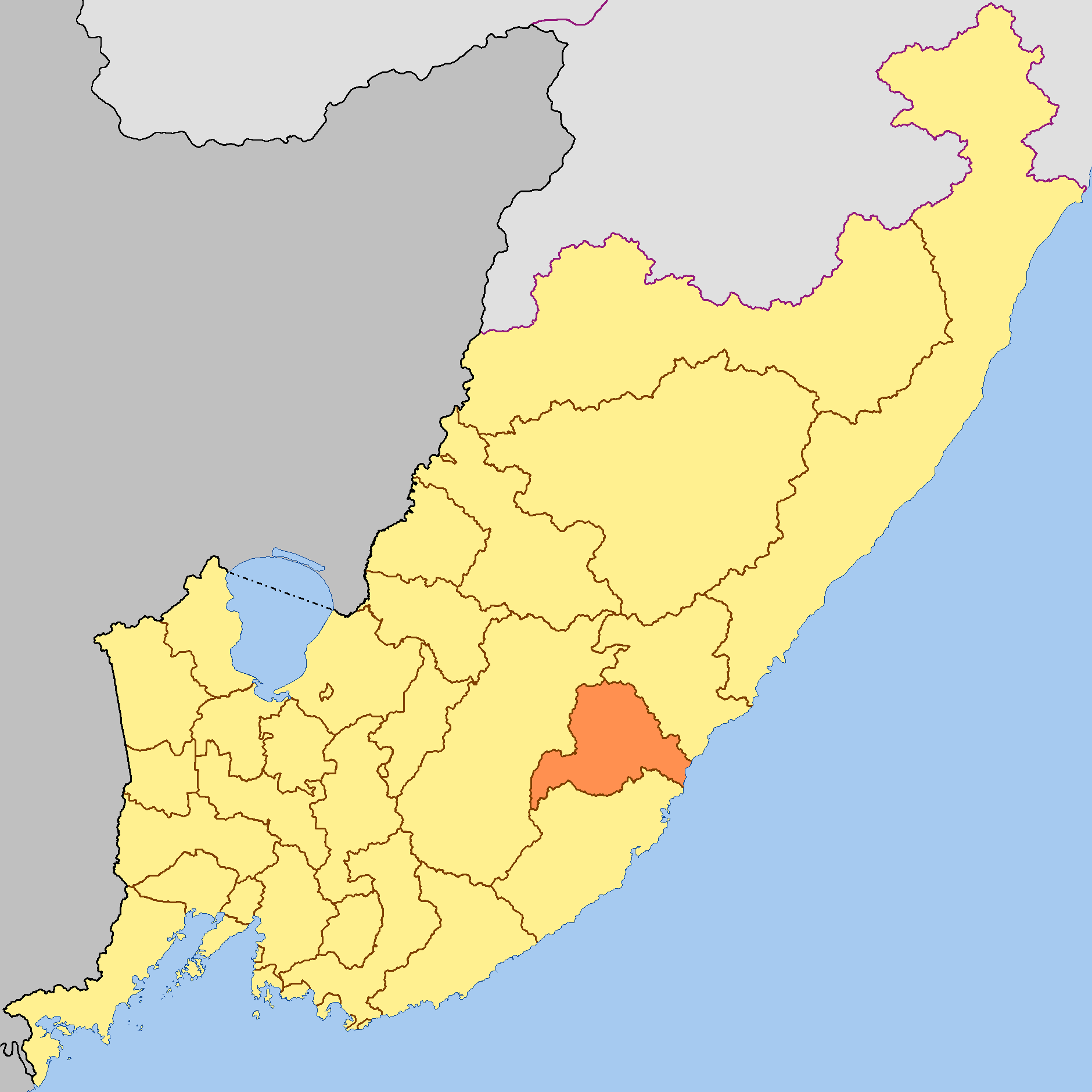
Kavalerovói járás

Kavalerovói járás (Кавалеровский район) járás Oroszország Tengermelléki határterületén, a terület délkeleti részén. Székhelye és legnagyobb települése Kavalerovo (17,4 ezer lakos 2005-ben) városi jellegű település. Területe 4289 km², lakossága 34,3 ezer fő (2000, becsült adat), népsűrűsége 8 fő/km². Erősen urbanizált terület, 5 városi jellegű településre (Kavalerovo, Gornorecsenszkij, Hrusztalnij, Rudnij, Viszokogorszk) és 6 községre oszlik. 1954-ben vált ki a Dalnyegorszki járásból. Nyugatról a Csugujevkai járás, délről az Olgai járás, északról a Dalnyegorszki városkörzet határolja.
A járás túlnyomó részét a Szihote-Aliny hegység erdős vonulatai borítják melyek a nyugati részen emelkednek a legmagasabbra (Berjozovaja, 1483 m). A Zerkalnaja-folyó (korábban Tadusi) völgyében található a legtöbb település.

## Történelem
A Zerkalnaja-völgyben a 19. században kínaiak telepedtek le (az elsők közülük ginszeng-kereskedők voltak), akik kíméletlenül kizsákmányolták az őslakó udegéket és tazokat. Mihail Venyukov (1832-1901) orosz geográfus jutott el elsőként ide az oroszok közül 1857-ben. Nevét a Venyukov-hágó és az ott felállított emlékmű őrzi. 1906-ban Vlagyimir Arszenyjev tárta fel a Zerkalnaja (akkor: Tadusi v. Tatusu) és mellékfolyóinak völgyeit részletesen. Ekkoriban indult meg a sztolipini politika keretében az orosz lakosság betelepítése, az első orosz település Bogopol 1907-ben létesült. 1910-ben alapították Kavalerovót, Novotadusit (a mai Zerkalnojét) és Szuvorovo elődjét, Kurcsumot. Kavalerovo nevét Fjodor Pololitov (1878-1938) lovaskatonáról (kavaler) kapta, aki elsőként telepedett itt le. A terület kezdetben az Olgai, majd a Dalnyegorszki járáshoz tartozott. Az ón kitermelése 1940-ben vette kezdetét, a gyorsan fejlődő bányavidék 1954-ben vált külön járássá.

## Népesség
- 1989-ben 36 085 lakosa volt.
- 2002-ben 29 488 lakosa volt.
- 2010-ben 25 846 lakosa volt.

## Gazdaság
A járás elsősorban bányászatáról ismert; területén találjuk a Távol-Kelet legnagyobb ónkészleteit, melyekre a Zerkalnaja felső folyásánál jelentős bányavidék alakult ki Kavalerovo központtal. Hrusztalnij településen ónércdúsító működik (Hrusztalnaja bányatársaság). Ugyanezen a területen ólom- és cinkérckészletek is találhatóak, melyeket szintén kitermelnek (Sztanum és Polimetall vállalatok). Szuvorovo környékén kisebb barnaszénkészleteket termelnek ki. A fakitermelés szintén jelentős gazdasági ágazat. Az idegenforgalom központja a Japán-tenger partján fekvő Szivucs turisztikai bázis, melyen kívül még 2 üdülőközpont (Zerkalnaja, Peszcsanaja) is található a járásban.

## Látnivalók
A járás gazdag természeti szépségekben. Jelképévé vált a Zerkalnaja fölé magasodó 120 m magas Derszu-szikla (eredeti nevén Jang-tung-laza), mely nevét Vlagyimir Arszenyjev útitársáról és vezetőjéről, Derszu Uzaláról kapta. Itt ma emlékmű áll. Legnagyobb természetvédelmi területe (18,4 km²) a Cédrusok völgye (Dolina Kedrov). A járás területén húzódó mészkőszirtövben az 1970-es években számos barlangot tártak fel (Szvercski, Zapadnya, Rucsejek, Harza, Barszuki). Nevezetesek még a Biblia-mészkősziklák (Biblejszkije szkali), a Bánat-sziklák (Pecsalnije szkali) Bogopol közelében és a Tavajza-hegyvidék, melyet „Kavalerovói Himalája” néven is emlegetnek.

## Külső hivatkozások
- Általános információk (oroszul)
- Látnivalók (oroszul) Archiválva 2007. szeptember 30-i dátummal a Wayback Machine-ben
- Járási honlap (oroszul)[halott link]
- Galéria[halott link]